# SMS Cöln (1916)
El SMS Cöln fue un crucero ligero de la Armada imperial alemana. Recibió su nombre en honor a la ciudad de Colonia y fue el segundo en llevar este nombre, después de que su predecesor, el SMS Cöln fuera hundido en la Batalla de Heligoland. El buque, líder de su clase, fue botado el 5 de octubre de 1916 en los astilleros Blohm & Voss de Hamburgo, como integrante de un nuevo tipo de cruceros ligeros más rápidos y con armamento más pesado que sus predecesores.

## Diseño

### Dimensiones y maquinaria
El Cöln tenía una eslora a nivel de la línea de flotación de 149,8 m y máxima de 155,5 m. El buque tenía una manga de 14,2 m y un calado de 6,22 m, para un desplazamiento estándar de 6195 t y de 8252 t a plena carga. Estaba dotado de dos calderas duales (carbón + aceite) que producían 31 000 CV y le daban una velocidad máxima de 27,5 nudos, aunque en sus pruebas, las turbinas del Cöln rindieron 48 708 CV que le permitieron alcanzar una velocidad máxima de 29,3 nudos.

### Blindaje
El SMS Cöln estaba protegido por un cinturón blindado de 63,5 mm en las zonas más gruesas, que se reducía hasta los 12,7 mm en las más delgadas. Su cubierta estaba protegida por un blindaje de 63,5 a 25,4 mm de espesor. 

### Armamento
El armamento principal del SMS Cöln consistía en 8 cañones de 150 mm en torretas simples, acompañadas por tres piezas, también en torres simples de 88 mm, y 4 tubos lanzatorpedos de 600 mm. También podía transportar 200 minas.

## Historial de servicio
El buque fue completado demasiado tarde para participar en combate durante la Primera Guerra Mundial. Junto al resto de la flota alemana, el SMS Cöln fue internado al final de la contienda en la base británica de Scapa Flow, donde su tripulación, siguiendo las órdenes del Almirante Ludwig von Reuter, lo echó a pique el 21 de junio de 1919 junto a la mayor parte de la Flota de Alta Mar para evitar que ésta fuera repartida entre los vencedores de la contienda. Al contrario que la mayor parte de los pecios, que a lo largo de los años siguientes fueron reflotados para ser desgüazados, el SMS Cöln permanece a una profundidad de en torno a 35 m, y es un popular lugar de buceo hoy día, ya que a excepción de las dos torretas posteriores, las hélices y el ancla permanece intacto.

### Listas relacionadas
Buques de la Kaiserliche Marine